# Bradysia brevifurcata
Bradysia brevifurcata är en tvåvingeart som först beskrevs av Gabriel Strobl 1910.  Bradysia brevifurcata ingår i släktet Bradysia och familjen sorgmyggor.
Artens utbredningsområde är Österrike. Inga underarter finns listade i Catalogue of Life.